# Fundación para la prevención del cáncer
La Fundación para la prevención del cáncer (en inglés, Prevent Cancer Foundation o PFC) (anteriormente Cancer Research Foundation of America o Cancer Research and Prevention Foundation) es una organización benéfica con sede en los Estados Unidos y una de las principales organizaciones de salud del país dedicada a la detección temprana y prevención del cáncer.

## Descripción
La PCF fue fundada en 1985 por Carolyn Aldigé, quien sigue siendo su consejero delegado, después de que su padre falleciera de cáncer el año anterior. Desde su fundación, la organización ha desempeñado un papel destacado en la promoción de la prevención del cáncer, habiendo invertido más de 120 millones de dólares en investigación, difusión de información pública sobre la prevención del cáncer y participación en actividades de divulgación comunitaria. La fundación cumple con los «20 Estándares para la Responsabilidad de la Caridad» descritos por el Better Business Bureau, y está clasificada con 4 estrellas de 4 por Charity Navigator. También forma parte del grupo de organizaciones benéficas contra el cáncer recomendadas por Philanthropedia.

## Actividades
La PCF celebra conferencias en los EE. UU. para profesionales del campo del cáncer, y ha financiado a más de 300 científicos y 430 proyectos de investigación revisados por pares en más de 150 instituciones de investigación líderes en todo el país, además de crear conciencia sobre el cáncer y educar al público al respecto a través de exhibiciones, distribución de material y trabajo con los medios. Dicho programa público busca concienciar a las personas sobre las formas de reducir las probabilidades de contraer cáncer, y la detección de los primeros signos de cáncer. Su trabajo en la prevención del cáncer colorrectal estableció un marco para que los profesionales de la salud colaboren en la detección y prevención de esta variante. Políticamente han logrado una gran influencia en el congreso, particularmente en sus esfuerzos por aprobar la legislación sobre detección del cáncer colorrectal.